# Чемпіонат України з пляжного футболу 2022
Чемпіонат України з пляжного футболу 2022 — 20-й сезон чемпіонату України, який відбувся з 17 серпня 2022 року по 21 серпня 2022 року у Києві на стадіоні «Гідропарк Арена» за участю 8 команд.

## Регламент змагань
У чемпіонаті брали участь 8 команд, що були розділені на дві групи по 4 команди.

## Учасники
- NC Beachsoccer (Київ)
- VIT (Київ)
- Вибір (Дніпро)
- VIKNAR`OFF (Київ)
- Артур Мьюзік (Київ)
- Альтернатива (Київ)
- Гріффін (Київ)
- Динаміка (Київ)

## Плей-оф

### Півфінали
| 20 серпня 2022 13:00 |

| VIT (Київ)                                                                       | 12 – 5   | Альтернатива (Київ)     |
| -------------------------------------------------------------------------------- | -------- | ----------------------- |
| Будзько (4), Іллічов (2), М. Войток (2), Я. Войток, Корнійчук, Глкуький, Медвідь | Протокол | І. Левченко (4), Чернєв |

| «Гідропарк Арена», Київ |

### Матч за третє місце
| 21 серпня 2022 13:00 |

| Альтернатива (Київ)          | 4 – 5    | NC Beachsoccer (Київ)                        |
| ---------------------------- | -------- | -------------------------------------------- |
| Войтенко, І. Левченко, Пашко | Протокол | Євдокимов, Криворучко, Новицький, Щитнік (2) |

| «Гідропарк Арена», Київ |

### Фінал
| 21 серпя 2022 14:00 |

| VIT (Київ)          | 2 – 1    | Артур Мьюзік (Київ) |
| ------------------- | -------- | ------------------- |
| М. Войток, Глуцький | Протокол | Сидоренко           |

| «Гідропарк Арена», Київ |

## Статистика

### Найкращі бомбардири
| № | Футболіст     | Команда        | Голи (пен.) |
| - | ------------- | -------------- | ----------- |
| 1 | Олег Щитнік   | NC Beachsoccer | 8           |
| 2 | Максим Войток | VIT            | 7           |